# Nazionale maschile under 20 di hockey su ghiaccio della Svizzera
La nazionale di hockey su ghiaccio maschile della Svizzera Under-20 è la selezione Under-20 di hockey su ghiaccio della Svizzera. La selezione è posta sotto l'egida della Lega svizzera di hockey su ghiaccio, membro della International Ice Hockey Federation.

## Storia
La selezione della Svizzera esordì nel 1977 contro l'URSS nel corso del Campionato mondiale di hockey su ghiaccio Under-20 1978. Dopo essere stata sconfitta 1–18 dai sovietici, la selezione rossocrociata fu retrocessa nel Gruppo B. Dopo aver vinto il Gruppo B nel 1979 la Svizzera ritornò subito nel Gruppo A. Nel corso del mondiale del 1980 la Svizzera subì la sconfitta più grave a livello ufficiale, perdendo contro i padroni di casa della Finlandia per 1–19. Nelle successive edizioni la nazionale continuò ad alternare promozioni e retrocessioni fra i Gruppi A e B. In un incontro del Gruppo B nel 1985 la Svizzera arrivò a sconfiggere la selezione austriaca per 20–7. Nel 1998 La Svizzera giunse per la prima volta sul podio del campionato mondiale, conquistando la medaglia di bronzo contro la Repubblica Ceca. Dopo essere stati retrocessi in Prima Divisione nel 2008 i rossocrociati vinsero il torneo di prima divisione del 2009. Ai mondiali del 2012 giocati a Calgary ed Edmonton, in Canada, la Svizzera concluse il torneo all'ottavo posto.

## Competizioni internazionali
- 1978. 8º posto
- 1979. 1º posto nel Gruppo B (9º posto totale)
- 1980. 8º posto
- 1981. 1º posto nel Gruppo B (9º posto totale)
- 1982. 8º posto
- 1983. 1º posto nel Gruppo B (9º posto totale)
- 1984. 8º posto
- 1985. 1º posto nel Gruppo B (9º posto totale)
- 1986. 7º posto
- 1987. 6º posto
- 1988. 3º posto nel Gruppo B (11º posto totale)
- 1989. 2º posto nel Gruppo B (10º posto totale)
- 1990. 1º posto nel Gruppo B (9º posto totale)
- 1991. 7º posto
- 1992. 8º posto
- 1993. 1º posto nel Gruppo B (9º posto totale)
- 1994. 8º posto
- 1995. 1º posto nel Gruppo B (9º posto totale)
- 1996. 9º posto

- 1997. 7º posto
- 1998. 3º posto Medaglia di bronzo
- 1999. 9º posto
- 2000. 6º posto
- 2001. 6º posto
- 2002. 4º posto
- 2003. 7º posto
- 2004. 8º posto
- 2005. 8º posto
- 2006. 7º posto
- 2007. 7º posto
- 2008. 9º posto
- 2009. 1º posto in Prima Divisione Gruppo A (11º posto totale)
- 2010. 4º posto
- 2011. 5º posto
- 2012. 8º posto
- 2013. 6º posto
- 2014. 7º posto
- 2015. 9º posto

### Roster campionato mondiale 1998
David Aebischer, Jan von Arx, Marco Bührer, Ralph Bundi, Alexander Châtelain, Björn Christen, Flavien Conne, Patrick Fischer, Sven Lindemann, Michel Mouther, Laurent Müller, Marc Reichert, Alain Reist, Michel Riesen, Sandro Rizzi, Mario Schocher, René Stüssi, Julien Vauclair, Marc Werlen, Adrian Wichser, Markus Wüthrich, Thomas Ziegler
Allenatore: Bill Gilligan